# Opération militaire dans l'agence de Kurram de 2011
Cette page se comprend mieux après la lecture de Insurrection islamiste au Pakistan.
- En jaune, l'agence de Kurram, qui fait partie des régions tribales.
- En bleu, les régions tribales du Pakistan.
- En vert, la province de Khyber Pakhtunkhwa

Insurrection islamiste au Pakistan
Batailles
Bataille de Wana (2004) • Assaut de la Mosquée rouge (2007) • Première bataille de Swat (2007) • Bataille de Bajaur (2008) • Seconde bataille de Swat (2009) • Opération Rah-e-Nijat (2009) • Offensive d'Orakzai et de Kurram (2010 - 2011) • Opération Brekhna (2011) • Opération Zarb-e-Azb (2014)
L'opération militaire dans l'agence de Kurram de 2011, nommée officiellement opération Koh-e-Safaid (en ourdou : « montagne blanche ») est une offensive de l'armée pakistanaise contre des groupes talibans dans le centre de l'agence de Kurram, située dans les régions tribales du Pakistan, dans le nord-ouest du pays, à proximité avec l'Afghanistan. Les opérations ont débuté le 5 juillet 2011.
L'agence de Kurram est réputée pour ses conflits sectaires entre sunnites et chiites, qui causent des combats et de nombreux morts et sont exacerbés par la présence talibane dans la région. L'agence de Kurram est par ailleurs un des principaux points de passage entre l'Afghanistan et le Pakistan. L'armée pakistanaise lance l'offensive dans le centre de l'agence dans le but afficher de faire cesser les violences contre la population locale et pour reprendre le contrôle d'une route stratégique. 
Ces opérations s'inscrivent dans le cadre du insurrection islamiste et font suite à une offensive dans l'agence voisine d'Orakzai puis dans l'agence de Mohmand.

## Déroulement des opérations
Les opérations militaires débutent le 5 juillet 2011 à l'aide de 4 000 soldats déployés dans la région ainsi que des chars de combat et des hélicoptères d'attaque. Les premières opérations le 6 juillet visent à reprendre le contrôle de la route stratégique qui traverse toute l'agence de Kurram jusqu'à sa ville principale, Parachinar, et jusqu'à la frontière afghane. Elles auraient tué 10 militants talibans selon l'armée.
Le lendemain, le 7 juillet, des bombardements depuis des hélicoptères et des tanks ont tué au moins 40 militants et l'armée annonce avoir avancé et consolidé ses positions alors que la population civile fuit les combats pour se réfugier dans des camps de réfugiés. Le 8 juillet, l'armée annonce qu'un total de 42 militants et huit soldats ont été tués depuis le début des combats et que cent militants ont également été blessés. Selon l'armée, la résistance serait malgré tout faible alors que les talibans fuiraient la région. Le 9 juillet, de nouveaux combats auraient tué 10 militants et blessé quatre soldats. 
Le 19 juillet, de nouveaux combats tuent onze militants et un soldat et blessent quatre soldats. Le 20 juillet, des hommes de tribus tuent six militants et l'armée neuf alors que quatre soldats sont blessés. Le lendemain, ils tuent à nouveau sept militants, puis encore cinq le surlendemain. Le 24 juillet, les forces de sécurité tuent onze militants et l'armée prétend avoir repris la moitié de l'agence de Kurram et d'avoir découvert d'importantes caches d'armes depuis le début des opérations. Le 25 juillet, de nouveaux combats tuent 27 militants et quatre hommes de tribus.